# 李明彻
李明彻（1751年—1832年），又称李明澈，字大纲、飞云，号青来，廣東廣州人，祖籍江苏松江（今属上海市），清朝道士、天文学家、学者。

## 生平
其祖先早年已入粤，他出生于广州。自幼天资聪颖，12岁到罗浮山冲虚观为道士，自习油画。由于对传入中国的西方近代科学文化知识饶有兴致，李明彻购买了一些历法、绘图、绘画的书籍进行自学。并逐步掌握了天文、地理、三角几何学。后来担任携画上京进贡的贡使，认识朝廷掌管天文历法的高级官员，得以在钦天监深造。回粤后，潜心研究天文学。道教本身有观天象、拜北斗的传统。李明彻研究天文也和他作为道教徒的身份相符合。李先居于白云山潜心研究和观测，不久便到观音山（今越秀山）的龙王庙担任司祝，继续自学和着手从事著述，又到澳门学习观察天象以推算地面距之法。成为清朝前期天文学领域的一位知名人士。
李明彻代表作《寰天图说》于嘉庆二十四年（1819年）出版。该书收录了他对地球、日月、星辰、雷雨、潮汐等天体及自然现象的论述，并附有顺天、江宁、苏州等16个府的日出、日落和一年24个节令时刻的测定记录。还有全国地图和华北、华中、华东、华南、西南、西北等大部分地区当时的分省地图。因此得到时任两广总督阮元的赏识，特准将《寰天图说》著录于《广东通志·艺文略》，并邀请他担任《广东通志·舆地略》主编，编绘全省详图。道光六年（1826年）春天，在南方发现彗星，他推算有天旱现象，向阮元建议大量进口洋米以备饥荒。当年秋天果然天旱，广东因采纳其建议，市面米价平稳，被后人传为美谈。
嘉庆二十四年（1819年）为编撰《舆地略》，在阮元支持下，寻访东汉学者杨孚故宅，出资购得整个漱珠岗（今广州市海珠区新港西路五凤村内）山地，兴建纯阳观，并先建朝斗台以观天象。道光三年（1823年）《广东通志》成书出版，《舆地略》也备受称赞，次年纯阳观建成。
学术方面《寰天图说》、《圜天图说续编》均被《清史稿》和《广东通志》记载，全文收入《藏外道书》及《四库未收书辑刊》内。还著有《道德经注》2卷、《黄庭经注》1卷、《证道书》1卷、《修真诗歌》3卷。
道光十二年（1832年），李明彻在广州病逝，享年81岁。始葬于三元里松柏岗，后来为了纪念他对天文学的贡献，1850年迁葬漱珠岗。